# Ivan Klíma
Ivan Klíma, født 14. september 1931 i Prag som Ivan Kauders, er en tjekkisk dramatiker og romanforfatter. Hans værk er præget af hans og hans families oplevelser under nazistiske og sidenhen den kommunistiske undertrykkelse.
Af jødisk slægt blev han i 1941 sammen med forældre og en bror deporteret til kz-lejrenTheresienstadt. Familien overlevede og vendte tilbage til Prag, hvor de erstattede deres tysklydende efternavn Kauders med det tjekkiske Klíma. Efter kommunisternes magtovertagelse I 1948 blev faderen sat I fængsel af det nye regime.

## Værker oversat til dansk
| Dansk titel                    | Genre | Oversætter                        | År   | Originaltitel                   | År   | Forlag             | ISBN               |
| ------------------------------ | ----- | --------------------------------- | ---- | ------------------------------- | ---- | ------------------ | ------------------ |
| Kærlighedens sommer            | roman | Eva Andersen og Jan Lichtenstein  | 1986 | Milostné léto                   | 1972 | Nyt Nordisk Forlag | ISBN 87-17-05461-3 |
| Kærlighed og skidt             | roman | Eva Andersen og Jiri Lichtenstein | 1988 | Láska a smeti                   | 1986 | Nyt Nordisk Forlag | ISBN 87-17-05831-7 |
| Dommer af nåde                 | roman | Eva Andersen                      | 1992 | Soudce z milosti                | 1991 | Samleren           | ISBN 87-568-1047-4 |
| Venten på mørke, venten på lys | roman | Eva Andersen                      | 1995 | Čekání na tmu, čekání na světlo | 1993 | Samleren           | ISBN 87-568-1228-0 |
| Fortrolighedens sidste trin    | roman | Eva Andersen                      | 1999 | Poslední stupeň důvěrnosti      | 1996 | Samleren           | ISBN 87-568-1409-7 |